# Alexandre de Lameth
Alexandre-Théodore-Victor de Lameth (20. října 1760, Paříž – 18. března 1829 tamtéž) byl francouzský voják, politik a čelný představitel rané fáze Velké francouzské revoluce.

## Život
Alexandre de Lameth válčil v americké válce za nezávislost pod generálem Rochambeauem, po návratu byl roku 1789 zvolen za šlechtice do generálních stavů. V Ústavodárném shromáždění se stal vůdčí osobností a vytvořil s Pierrem Barnavem a Adrienem Duportem spojenectví, které bylo nazýváno „Triumvirát“. Lameth zastával umírněné názory a podporoval konstituční monarchii. Byl členem zprvu umírněného klubu jakobínů, později feulliantů.
V Ústavodárném shromáždění si získal dobrou pověst předložením návrhu organizace armády, ale především svým slavným projevem v jakobínském klubu 28. února 1791 proti Mirabeauovi, který byl Lamethovým nepřítelem, a jehož kontakty s královským dvorem byly podezřelé. Po pokusu o útěk královské rodiny se Lameth se dvorem zcela rozešel. Sloužil v armádě v hodnosti maréchal de camp (generálmajora) pod velením generála Lucknera a Lafayetta. Dne 15. srpna 1792 byl obviněn ze zrady a uprchl ze země. Následně byl však dopaden.
Po propuštění se spolu se svým bratrem Charlesem věnoval obchodu v Hamburku. Teprve během konzulátu se vrátil do Francie a během císařství se stal prefektem v několika departmentech. Roku 1810 získal titul barona. Roku 1814 se přidal k Bourbonům a během jejich restaurace se stal prefektem departmentu Somme, poslancem za volební obvod Bas-Seine a později za Seine-Oise. V této funkci byl vůdcem liberální opozice. V letech 1828–1829 uveřejnil velmi cenné dílo „Historie konstitučního shromáždění“ (Paříž, 2 svazky). Zemřel 18. března 1829 v Paříži.

## Příbuzní
Známými se stali rovněž jeho bratři:
- Theodore Lameth (1756–1854) sloužil také ve válce o americkou nezávislost, v Ústavodárném shromáždění byl poslancem za departement Jura a stal se generálmajorem.
- Charles Malo Francois de Lameth (1757–1832) sloužil se svými bratry v Americe, byl poslancem generálních stavů, ale emigroval již v první fázi revoluce. Se svým mladším bratrem se vrátil během konzulátu a za císařství byl jmenován guvernérem Würzburgu. Přidal se později k Bourbonům a stal se po Alexandrovi roku 1829 poslancem.